# Marco Caputo
Pour les articles homonymes, voir Caputo.
Pas d'image ? Cliquez ici

a Compétitions nationales et continentales officielles uniquement.

b Matchs officiels uniquement.
Dernière mise à jour le 15 janvier 2018.
Marco E. Caputo (né le 12 mai 1971 à Modène, en Émilie-Romagne) est un ancien joueur de rugby à XV d'origine italienne mais qui a joué avec l'équipe d'Australie. Il évoluait au poste de talonneur (1,80 m pour 105 kg).

## Biographie
En 2014, Marco Caputo entre dans le staff du Leinster en tant qu’entraîneur de la mêlée aux côtés de l'entraîneur en chef Matt O'Connor et l'entraîneur des avants Leo Cullen. Il démissionne de son poste en juin 2015.

## Carrière

### En club
- 1996-1999 : Brumbies
- 1999 : Bedford Blues
- 1999-2000 : Worcester Warriors
- 2001-2002 : ASM Clermont
- 2002 : Harlequins
- 2003-2004 : Amatori Modena

### En équipe nationale
Marco E. Caputo a disputé un test match le 9 juin 1996 contre le Pays de Galles. Son dernier test match fut contre les All Blacks, le 5 juillet 1997.

## Palmarès
- Cinq test matchs avec l'équipe d'Australie
- 49 matchs de Super 12 avec les Brumbies